# جازمار فيرغسون
جازمار فيرغسون (بالإنجليزية: Jazzmarr Ferguson)‏ مواليد 22 مارس 1989 في لويفيل، هو لاعب كرة سلة أمريكي. بدأ مسيرته الاحترافية في سنة 2011. يبلغ طوله 6 قدم 1 بوصة (1.9 م).

## المسيرة الاحترافية
لعب مع مونكتون ميراكلز في موسم 2011–2012، ثم لعب مع فولجور ليبرتاس فورلي في موسم 2013–2014، ثم لعب مع جويرينو فانولي باسكت في الدوري الإيطالي في موسم 2014–2015.

## روابط خارجية
- جازمار فيرغسون على موقع كرة السلة الأوروبية.كوم (الإنجليزية)
- جازمار فيرغسون على موقع ريلجم (الإنجليزية)
- جازمار فيرغسون على موقع بروبوليرز (الإنجليزية)
- جازمار فيرغسون على موقع سبورتس رفرنس (الإنجليزية)